# Bionectria compactiuscula
Bionectria compactiuscula är en svampart som beskrevs av Schroers 2001. Bionectria compactiuscula ingår i släktet Bionectria och familjen Bionectriaceae.   Inga underarter finns listade i Catalogue of Life.